# Sullivan-Brüder

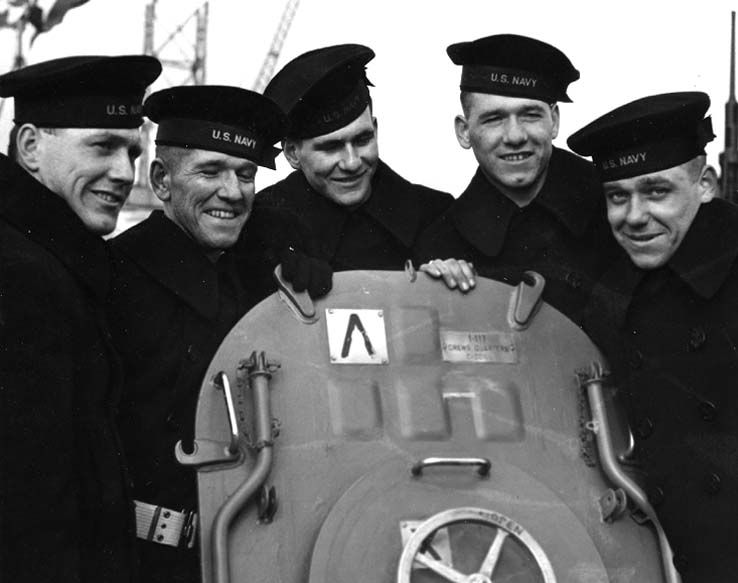
Die Sullivan-Brüder auf der Juneau

Die Sullivan-Brüder (auch die Fighting Sullivans genannt) dienten während des Zweiten Weltkriegs an Bord des Kreuzers Juneau. Vier von ihnen starben am 13. November 1942 bei dessen Versenkung vor Guadalcanal, der fünfte Bruder wenige Tage später. Als Reaktion darauf führte das US-amerikanische Kriegsministerium die Sole Survivor Policy ein, nach der die Brüder von gefallenen Soldaten zurückgeholt oder gar nicht erst ins Kampfgebiet geschickt werden.

## Leben
Die Sullivans stammten aus einer irisch-katholischen Familie aus Waterloo in Iowa. Ihre Eltern Tom und Alleta Sullivan hatten sieben Kinder, fünf Söhne und zwei Töchter. Die Brüder hießen:
- George Thomas Sullivan (* 14. Dezember 1914)
- Francis „Frank“ Henry Sullivan (* 18. Februar 1916)
- Joseph „Joe“ Eugene Sullivan (* 28. August 1918)
- Madison „Matt“ Abel Sullivan (* 8. November 1919)
- Albert „Al“ Leo Sullivan (* 8. Juli 1922)

Die beiden älteren Brüder George und Frank verpflichteten sich bereits am 5. November 1937 für vier Jahre bei der Navy. Sie wurden nach Ablauf ihrer Dienstzeit im Mai 1941 ehrenhaft entlassen. Ihr jüngster Bruder Al hatte mittlerweile geheiratet und war Vater eines Sohnes. Doch dann erhielten die Brüder die Nachricht vom Tod ihres Freundes Bill Ball, der auf der Arizona beim Angriff auf Pearl Harbor am 7. Dezember 1941 starb. Alle fünf Brüder beschlossen, sich freiwillig zu melden. Sie bestanden aber mit den Worten „We stick together!“ (dt. Wir halten zusammen) darauf, gemeinsam dienen zu dürfen. Üblicherweise wurden Brüder beim Dienstantritt getrennt. Die Navy äußerte Bedenken, willigte aber schließlich ein. Am 3. Januar 1942 wurden die Sullivans in Des Moines vereidigt und absolvierten ihre Grundausbildung im Naval Training Station, Great Lakes, Illinois. Ihr bekanntes Foto, das alle fünf Brüder in Uniform zeigt, entstand am 14. Februar an Bord der Juneau bei der Indienststellung in New York.
Die Juneau kämpfte im Südpazifik. Am Morgen des 13. November 1942 stieß sie gemeinsam mit anderen US-amerikanischen Schiffen vor Guadalcanal im dichten Nebel mit den Japanern zusammen. In der kurzen und konfusen Seeschlacht von Guadalcanal wurde die Juneau schwer beschädigt. Sie versuchte sich aus der Gefahrenzone zu schleppen, erhielt aber um 11.01 Uhr einen Torpedotreffer vom japanischen U-Boot I-26. Der Torpedo brachte das Munitionsdepot zur Explosion, das Schiff wurde in zwei Teile gerissen und sank innerhalb von Minuten. Vier der fünf Sullivan-Brüder − Frank, Joe, Matt und Al − starben auf dem Schiff. Der fünfte, George, schaffte es trotz Verwundungen, ein Rettungsfloß zu erreichen.
Wegen des schnellen Untergangs der Juneau und der vermeintlichen Bedrohung durch U-Boote suchten die begleitenden Schiffe auf ausdrückliche Anweisung nicht nach Überlebenden. Auch in den nächsten Tagen gab es keine Rettungsversuche, da die Nachricht vom Untergang der Juneau die zuständigen Landkommandos nicht erreicht hatte. Die Männer litten unter Hunger, Durst, der Hitze und häufigen Hai-Attacken. George überlebte mehrere Tage lang, kehrte aber eines Nachts nicht von einer Schwimmrunde um das Floß herum zurück. Es ist nicht bekannt, ob er an Erschöpfung, seinen Wunden oder durch einen Hai-Angriff starb.
Der Tod von fünf Söhnen war der größte Verlust einer einzelnen US-amerikanischen Familie durch Kampfhandlungen im Zweiten Weltkrieg.

## Ehrungen und Folgen

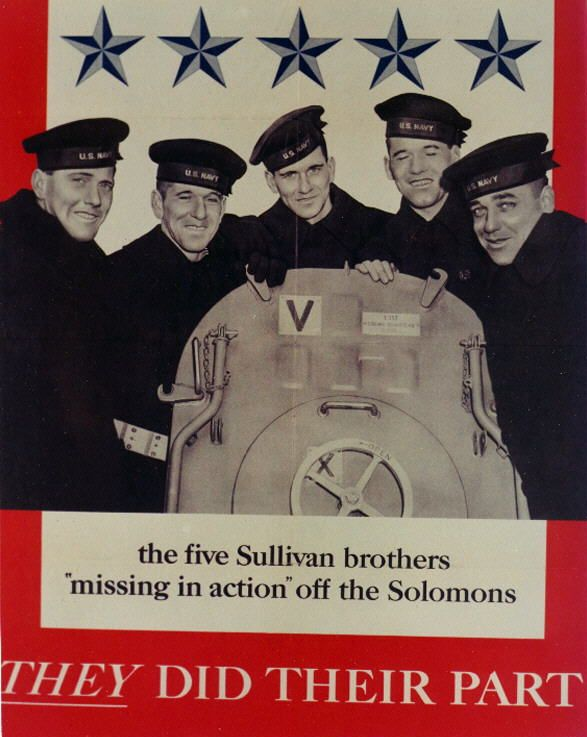
Die Sullivans auf einem Poster des Kriegsministeriums

Als direkte Konsequenz aus dem Verlust aller fünf Söhne einer Familie beschloss das Kriegsministerium die sogenannte Sole Survivor Policy. Danach werden nach dem Verlust von zwei oder mehr Söhnen (heute auch Töchtern) einer Familie die überlebenden Geschwister zurück in die Vereinigten Staaten geholt oder weiterhin dort stationiert. Ein vom Kongress beschlossenes Sullivan Law, nach dem Brüder nicht mehr gemeinsam auf einem Schiff oder in einer Einheit dienen dürfen, gab es trotz eines anders lautenden Gerüchts dagegen nie.
Den Sullivans wurde wie allen anderen gefallenen US-Soldaten posthum das Purple Heart verliehen. Ihre Schwester Genevieve trat den WAVES bei und arbeitete für ein Rekrutierungsbüro. Gemeinsam mit ihren Eltern besuchte sie mehr als 200 kriegswichtige Fabriken und Werften. Bis Januar 1944 erreichten sie so zwei Millionen Arbeiter persönlich oder über das Radio. Die Auftritte hatten die Intention, die Arbeiter zu höherer Waffenproduktion zu motivieren, um den Krieg schneller beenden zu können. Die Navy nutzte die Popularität auch auf andere Weise aus und warb mit einem Poster Rekruten an, auf dem die fünf Sullivan-Brüder mit dem Slogan „They did their part“ (dt. Sie haben ihren Teil geleistet) zu sehen sind. Das auf dem Kopf stehende V, das auf dem Originalfoto zufällig auf der Luke zu sehen ist, wurde für das Poster herumgedreht, damit es an ein Victory-Zeichen erinnert.

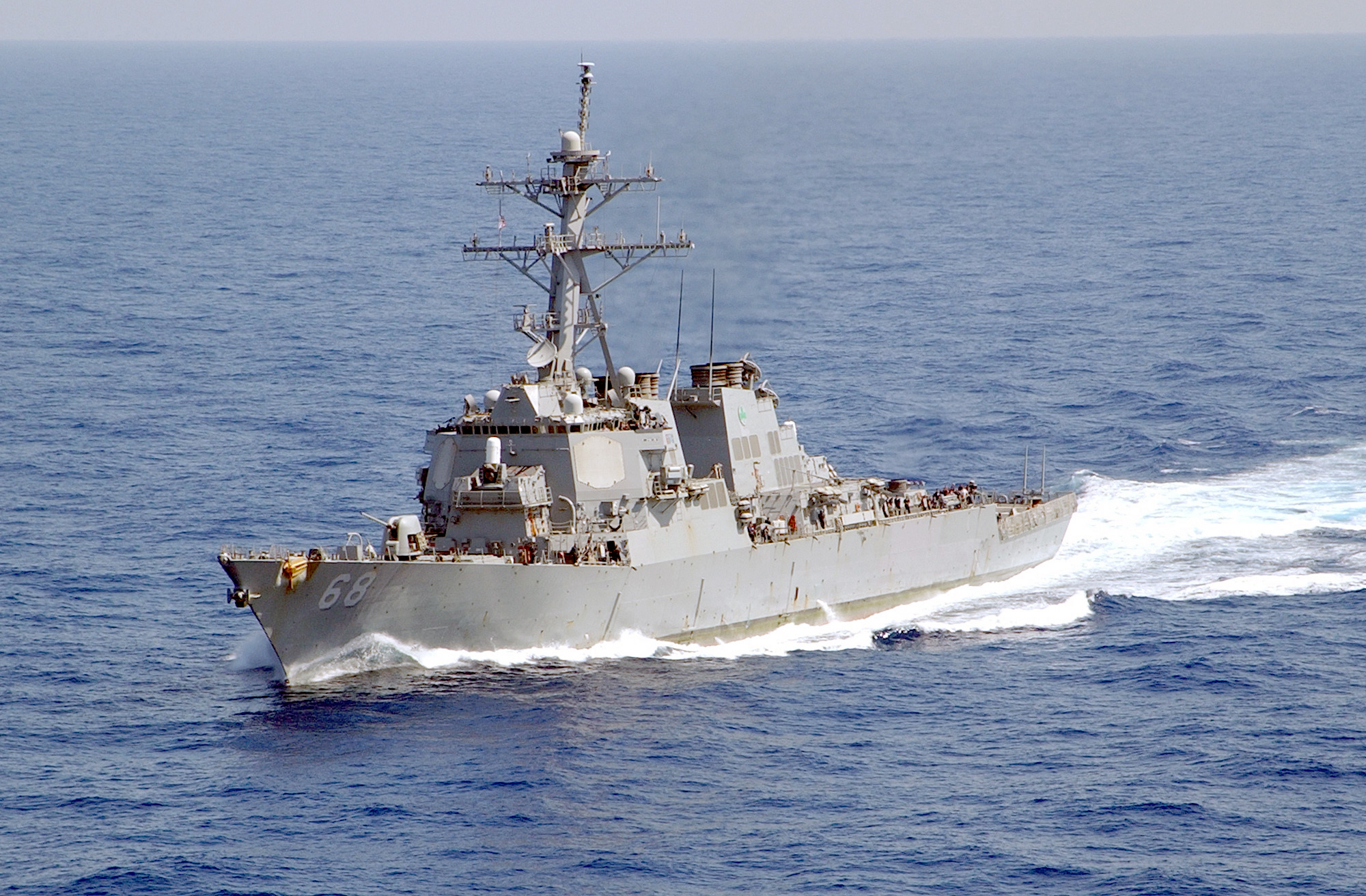
Die The Sullivans, das zweite Schiff, das nach den Sullivan-Brüdern benannt wurde

Nach den Sullivans sind zwei Kriegsschiffe benannt. Bereits 1943 wurde der im Bau befindliche Zerstörer Putnam in The Sullivans umbenannt und von der Mutter Alleta Sullivan getauft. Er wurde 1965 außer Dienst gestellt und ist heute ein Museumsschiff. Ein zweiter Zerstörer mit dem Namen The Sullivans ist seit 1997 im Dienst. Die Taufe nahm Kelly Ann Sullivan vor, die Enkelin von Al Sullivan. Die Aussage der Sullivans „We stick together“ ist das Motto des Schiffes.
In ihrer Heimatstadt Waterloo sind außerdem ein Kongresszentrum, eine Straße und ein Park nach den Sullivans benannt.

## Referenzen in Film und Musik
Die Geschichte der Sullivans wurde 1944 mit dem Titel The Fighting Sullivans verfilmt.
Die Sullivans waren neben den Niland-Brüdern eine Inspiration für den Hollywoodfilm Der Soldat James Ryan. Im Film soll eine Gruppe Soldaten einen Kameraden finden und sicher zurückbringen, nachdem dessen drei Brüder bereits gefallen sind. Es handelt sich also um eine Anwendung der Sole Survivor Policy. In einer der Anfangsszenen wird explizit auf die Sullivan-Brüder verwiesen. Allerdings erweckt auch der Film den fälschlichen Eindruck, es gebe ein Sullivan Law, um zu erklären, warum die Brüder Ryan an verschiedene Kriegsschauplätze geschickt worden sind.
Das Lied Sullivan vom 1997er Album Monsoon ist der größte Erfolg der Alternative-Rock-Band Caroline’s Spine und beschreibt die Trauer der Mutter Sullivan.